# NGC 1713
NGC 1713 é uma galáxia elíptica (E) localizada na direcção da constelação de Orion. Possui uma declinação de -00° 29' 19" e uma ascensão recta de 4 horas, 58 minutos e 54,7 segundos.
A galáxia NGC 1713 foi descoberta em 1 de Janeiro de 1786 por William Herschel.